# Margit
Margit er et pigenavn, der er afledt af Margrethe. Navnet findes også i varianten Margith. Omkring 8.600 danskere bærer et af disse navne ifølge Danmarks Statistik.

## Kendte personer med navnet
- Margit Brandt, dansk designer.
- Margit Carstensen, tysk skuespiller.
- Tove Irma Margit Ditlevsen, dansk forfatter.
- Margit Sandemo, norsk-svensk forfatter.

## Navnet anvendt i fiktion
- I tv-serien om Dolph & Wulff optræder et egern ved navn Margit.